# Curt Lidgard
Curt Sune Henrik Lidgard, född 20 juni 1927 i Malmö, död 16 juli 2021 i Höllviken, var en svensk diplomat.

## Biografi
Curt Lidgard blev jur.kand. vid Lunds universitet 1950. Han blev attaché vid Utrikesdepartementet 1952 och tjänstgjorde till 1967 vid Sveriges ambassader i Buenos Aires, Karachi, Bryssel och Haag. 1967 utsågs han till byråchef vid utrikesdepartementet med ansvar för bl.a. biståndsfrågor.  1971 utsågs han till handelsråd vid svenska ambassaden i Washington.
Det var en intressant och känslig tid i relationen mellan USA och Sverige efter Palmes fördömande av bombningarna i Vietnam, vilket ledde till att USA nekade Sverige ackreditering av en ny ambassadör i Washington DC. 
1976 utsågs Curt Lidgard till minister vid Sveriges ambassad i Paris. Han blev därefter utsedd till ambassadör för svenska nedrustningsdelegationen vid FN i Genève 1978, vidare chef för den svenska delegationen till Stockholmskonferensen 1983 och därefter chef för delegationen till ESK:s uppföljningsmöte i Wien 1986. Han var ambassadör vid Sveriges ambassad i Wien 1988 fram till hans pensionering 1992. 
Efter pensioneringen hade han diverse uppdrag för bl.a. SJ, tysk-svenska språkfonden mm. 
Han var från 1957 till sin död gift med Britt Erwin och de fick fyra barn: Christer (1958), Anne (1961), Sven (1964–1967) och Bengt (1966).